# Distrito de Aquisgrán
El distrito de Aquisgrán (en alemán: Kreis Aachen, en español figura a veces como distrito de Aachen) es un distrito rural en la parte más occidental del estado federal de Renania del Norte-Westfalia. Forma parte del eurorregión Mosa-Rin así como de la región de Colonia y proviene del histórico distrito del Landkreis Aachen. 

## Composición del distrito

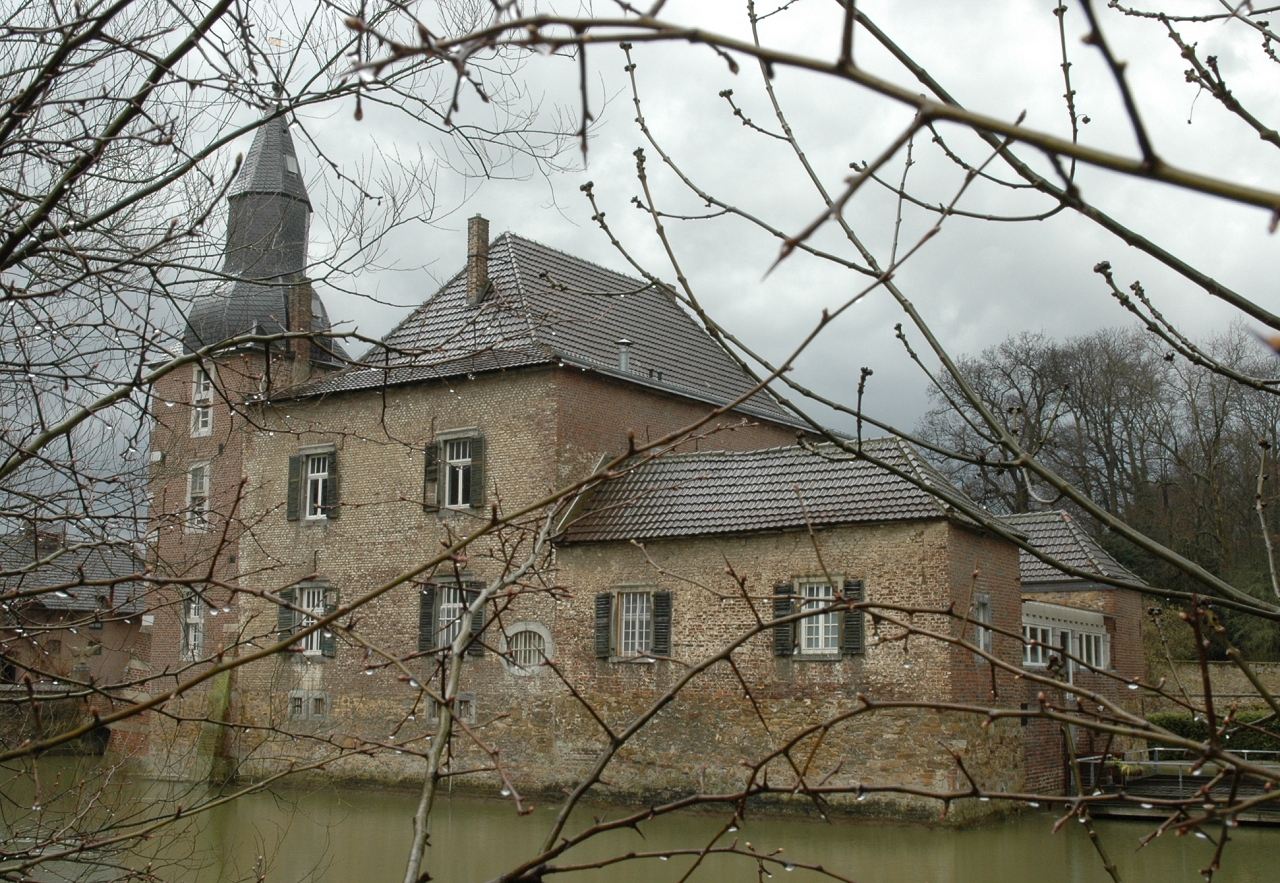
Castillo de Kambach en Eschweiler.

El distrito de Aquisgrán contiene diversos municipios y ciudades que están pobladas con un intervalo que va desde los 25.000 hasta los 60.000 habitantes.
| Ciudades (habitantes a 30 de junio de 2006) 1. Alsdorf, ciudad (46.301) 2. Baesweiler, ciudad (28.198) 3. Eschweiler, ciudad (55.720) 4. Herzogenrath, ciudad (47.211) 5. Monschau, ciudad (12.953) 6. Stolberg, ciudad (58.618) 7. Würselen, ciudad (37.320) | Gemeinden (habitantes a 30 de junio de 2006) 1. Roetgen (8.175) 2. Simmerath (15.751) |

La ciudad de Aquisgrán no forma parte del distrito rural, sin embargo la dirección de la administración del distrito reside en la ciudad. 

## Literatura
- Ulrich Coenen: Architektonische Kostbarkeiten im Kreis Aachen, Aquisgrán 1987
- Günter Marenberg: Naturdenkmale im Kreis Aachen, Aquisgrán 1998
- Müller, Thomas: Zwangsarbeit im Kreis Aachen, Aquisgrán 2002